# Мубаризун
Мубаризун (арапски: مبارزون, "дуелисти" или "шампиони") формирали су посебну јединицу Рашидунске војске. Мубаризун је био признат као део муслиманске војске у циљу њиховог ангажовања у двобојима против најбољих непријатељских ратника (шампиона). У предисламским арапским, византијским и сасанидским ратовима, битке су обично почињале двобојима између најбољих ратника супротстављених војски.
Муслиманска војска би обично почела да се бори са својим војницима који су прво опремили оклопима, а затим би саставили своје јединице на њихове положаје и на крају слали Мубаризун. Мубаризунским борцима је било наложено да се суздрже од прогона било ког пораженог непријатељског шампиона више од две трећине пута до непријатељских линија како би се избегао ризик да буду одсечени. Након завршетка фазе двобоја, војска би покренула свој општи напад.

## Листа забележених Мубаразуна
- Али ибн Аби Талиб
- Халид ибн ел Валид
- Дирар бин Ел Азвар
- Ел Кака ибн Амр ат Тамими
- Асим ибн Амр ел Тамими
- Абд ел Рахман ибн Ебу Бекр (син калифа Ебу Бекр)